# Colmenar Viejo, Madrid
Colmenar Viejo este o localitate spaniolă încadrată în Cuenca Alta del Manzanares, în partea de est la de Sierra de Guadarrama, din Comunidad de Madrid. În 2011, la data de 31 de decembrie Colmenar Viejo avea o populație de 46.468 de locuitori. Din cele mai vechi timpuri a fost de decontare a populațiilor de locația lor strategică în drumul nord-sud Península Ibérica. O parte din teritoriu se află în Parcul regional Cuenca Alta del Manzanares.

## Demografia
Potivit graficului în creștere, până în anul 70 al secolului al XX-lea a fost tipic de o populație fără multă migrație. Așa cum demonstrează recensământul din 1998, se pot vedea creșteri mai mari de 3% pe an.
În primul deceniu al secolului al XXI-lea satul a fost plasat într-o continuă poziție de creștere ca urmare a planurilor expansioniste de urbanizare, ce absorb populația, în special din  Capital. Au fost pregătite mii de case construite cu previziunea de ocupare în a doua decadă a  sec. al XXI-lea.
| Grafic de evoluția populației de Colmenar Viejo între 1900 și 2009                                       |
| --- |
| |
| |
| Diagramă făcută de: Wikipedia pe baza datelor INE-2010.                                                  |
| (*) Tres Cantos începe să se construiască în jurul lui 1981 și este scindată din Colmenar Viejo în 1991. |

În recensământul din 2009, includă următoarele date cu privire la distribuția populației de rezidenți străini, 7.610 persoane (17,4%) echipat cu următoarele naționalități:
- Equatoriali: 1.817 (4,2%)
- Români: 1.461 (3,2%)
- Marocani: 1.186 (2,7%)

## Mass-media

### Ziare
- El Nuevo Imparcial del Siglo XXI, presa imprimată pe hârtie.
- Sierra Norte.
- M-607 Arhivat în 2 ianuarie 2019, la Wayback Machine., Informare și comunicare: Știri de Colmenar Viejo și Tres Cantos. Pe hârtie și online.
- La Nueva Guía: Știri de Tres Cantos, Manzanares el Real și Colmenar Viejo. Pe hârtie și online.
- La Comarca: Publicăro independente de Colmenar Viejo și Regiunea sa. Papel y online.
- Prensa de la Comarca: Publicación independiente de Colmenar Viejo y su Comarca. Pe hârtie și online.

### Presa online
- www.noticiasmadridnorte.com: Actualitate de Colmenar Viejo și de la parte nord de Comunitatea de Madrid.
- EnColmenarViejo.es: Știri, afaceri, anunturi, forum...
- ColmenarViejo.biz: Stiri, istorie, opinii, etc.
- diariocolmenar.com: Stiri, istorie, știri, calendar..., etc.

### Radiodifuziune
- Onda Sierra, Colmenar Viejo. 108 MHz FM.
- Onda Cero Radio / Madrid Norte - Colmenar Viejo, 100.1 MHz FM
- Onda Sierra Marca,  Colmenar Viejo. 107.1 MHz FM.
- Cadena SER Sierra Norte, 89.6 MHz FM. și online SERMadridNorte

### Televiziune
- Televiyiune via internet de Colmenar Viejo.

## Orașe înfrățite
- Colleferro,  Italia.
- Suresnes,  Franța.

## Vecinii iluștri
- Manuel José Rubio Salinas, Arhiepiscop de México.
- Juan Manuel Fermosel,

jucător internațional de baschet pentru Spania.
- Lorenzo Rico, jucător de handbal, 245 selecționat internațional de Spania.
- Ángel Corella, dansator de balet, are propria sa companie și este recunoscut în întreaga lume. În prezent, unul dintre institutele de oraș ia numele lui (Vechiul Alexander Graham Bell).
- Francisco Revelles Tejada, pintor en acuarela español de renombre internacional.

## Vederi panoramice

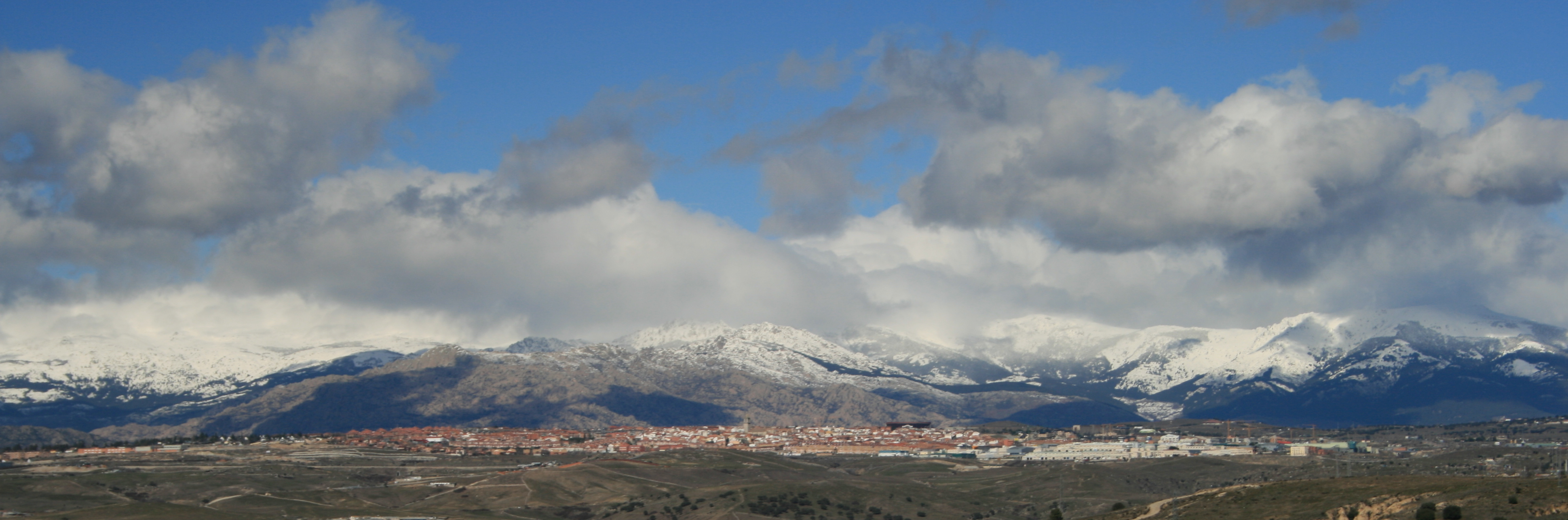
Panorama de Colmenar Viejo la sud, cu Sierra de Guadarrama în fundal.

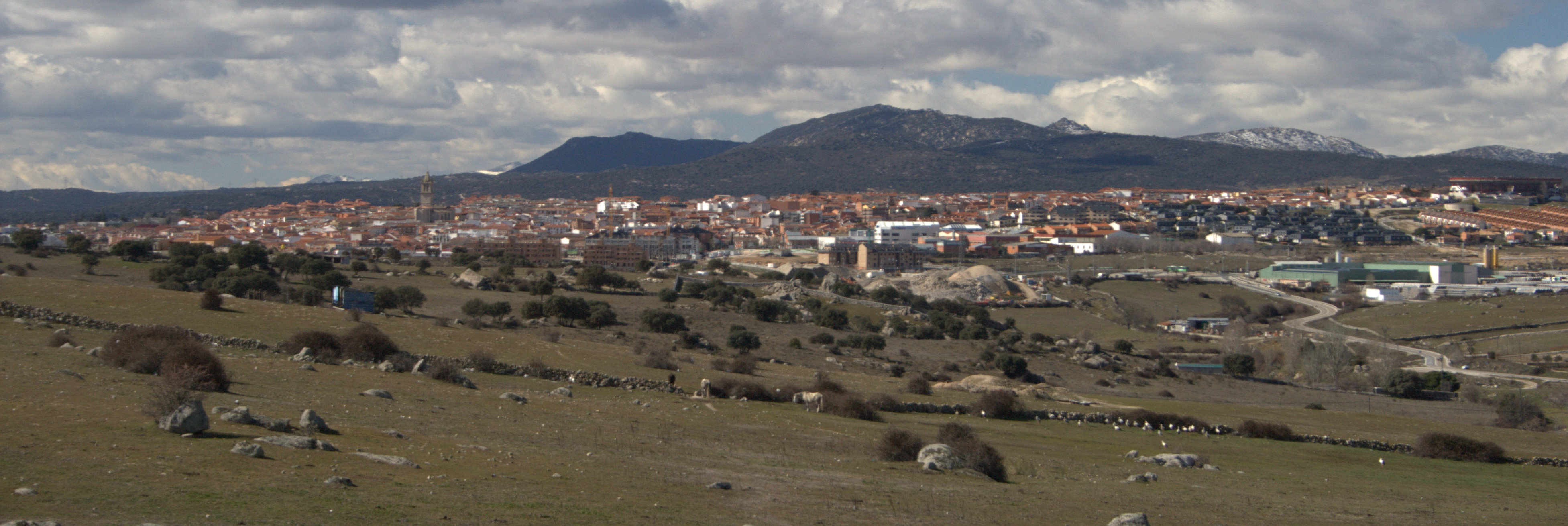
Panorama de Colmenar Viejo la est, cu poalele Sierrei de Guadarrama în fundal. În prim plan un grup de berze observate în prezent nu migreze din cauza prezenței unui depozit de deșeuri, care le permite să se hrănească în timpul iernii.

## A se vedea, de asemenea
- Parcul Regional de la Cuenca Alta del Manzanares
- Sierra de Guadarrama
- Anexo: Sărbători și tradiții de la Comunidad de Madrid
- Listă de orașe din Spania

### Estatistica
- Institutul de Statistică al Comunității de Madrid > Ficha municipal Arhivat în 7 decembrie 2013, la Wayback Machine.
- Institutul de Statistică al Comunității de Madrid > Seriile municipiului de statistici Arhivat în 10 martie 2010, la Wayback Machine.